# Suldal
Gmina Suldal (norw. Suldal kommune) – norweska gmina leżąca w regionie Rogaland. Jej siedzibą jest miasto Sand.
Suldal jest 39. norweską gminą pod względem powierzchni.

## Demografia
Według danych z roku 2005 gminę zamieszkuje 3901 osób. Gęstość zaludnienia wynosi 2,26 os./km². Pod względem zaludnienia Suldal zajmuje 236. miejsce wśród norweskich gmin.
| ludność stan na 1 stycznia 2005 |         |           |       |
|                                 | kobiety | mężczyźni | razem |
| osób                            | 1943    | 1958      | 3901  |
| %                               | 49,81%  | 50,19%    | 100%  |

| wykształcenie stan na 1 października 2004 |        |         |        |        |
|                                           | podst. | średnie | wyższe | niezn. |
| osób                                      | 623    | 1877    | 525    | 63     |
| %                                         | 20,17% | 60,78%  | 17%    | 2,04%  |

## Edukacja
Według danych z 1 października 2004:
- liczba szkół podstawowych (norw. grunnskolar): 7
- liczba uczniów szkół podstawowych: 553

## Władze gminy
Według danych na rok 2011 administratorem gminy (norw. rådmann) jest Siri Fahlvik Pettersen, natomiast burmistrzem (norw. ordfører, d. borgermester) jest Torkel Sandvik Myklebust.